# Жаров, Олег Юрьевич
Олег Юрьевич Жаров (Род. 2 июля 1954 года в городе Омске, РСФСР, СССР) — советский и российский инженер, политический деятель, депутат Государственной Думы ФС РФ первого созыва (1993—1995).

## Биография
Проходил срочную службу в Советской армии. C 1975 по 1979 год работал на Автотранспортном предприятии N 1344 автослесарем, водителем. В 1982 году получил высшее образование по специальности «инженер-механик» в Сибирском автомобильно-дорожном институте.
С 1979 года работал в СРСУ-4 треста «Каучукремстрой» главным механиком ремонтно-строительного управления, работал на предприятии «Омскавтотранс» заместителем директора, директором.
В 1993 году работал в акционерном обществе «Русское» директором.
В 1993 году избран депутатом Государственной думы Федерального Собрания Российской Федерации первого созыва от Большереченского одномандатного избирательного округа № 128. В Государственной думе был членом комитета по организации работы Государственной Думы, входил в депутатскую группу «Россия».